# Phileas Fogg
Phileas Fogg es el personaje principal de la exitosa novela La vuelta al mundo en ochenta días (1872), escrita por Julio Verne.

## Personalidad
El señor Phileas Fogg es un personaje muy serio, solitario, escrupuloso y algo excéntrico. Miembro del selecto  Reform Club, un club de caballeros  asociado con el Partido Liberal británico, Fogg es extremadamente puntual (lo que entra en conflicto con la cantidad de retrasos que tiene que sortear en el viaje alrededor del mundo), en un principio inexpresivo, rico y soltero sin que se den detalles del origen de su fortuna ni de su vida familiar en la novela, sin embargo es muy buena persona, y va a poner en riesgo su vida, su fortuna y el resultado de su viaje para salvar primero en la India a Aouda (una joven viuda india de quien se termina enamorando Phileas Fogg) y luego en Estados Unidos a Passepartout, su criado de origen francés (cuyo nombre fue traducido como "Picaporte" en la edición española), que hace parte del exitoso libro La vuelta al mundo en ochenta días.

## Interpretaciones
| La vuelta al mundo en ochenta días (1956), David Niven.               |
| La vuelta al mundo en ochenta días (1988), película de animación.     |
| La vuelta al mundo en ochenta días (1989), Pierce Brosnan, miniserie. |
| La vuelta al mundo en 80 días (2004), Steve Coogan.                   |